# André Burkhard
André Burkhard, talvolta riportato come Burkhardt (Benfeld, 6 novembre 1950), è un ex calciatore francese, di ruolo difensore.

## Carriera

### Calciatore
Ha disputato 286 incontri in nove stagioni della massima serie francese, inizialmente con la maglia dello Strasburgo e, dal 1973 al 1980, del Bastia. Con i Turchini collezionò anche 5 presenze durante l'edizione 1977-78 della Coppa UEFA, giocando da titolare la finale di andata.